# Elskop
Elskop er en by og kommune i det nordlige Tyskland, beliggende i Amt Krempermarsch i den sydlige del af Kreis Steinburg. Kreis Steinburg ligger i sydvestlige del af delstaten Slesvig-Holsten.

## Geografi
Elskop ligger fem kilometer øst for Glückstadt i Elbmarsken. Få kilometer mod vest går Bundesstraße B431 fra Elmshorn mod Glückstadt og få kilometer mod nordøst går motorvejen A23 fra Elmshorn mod Itzehoe.